# Stara Kotelnea, Andrușivka
Stara Kotelnea (în ucraineană Стара Котельня) este localitatea de reședință a comunei Stara Kotelnea din raionul Andrușivka, regiunea Jîtomîr, Ucraina.

## Demografie
Componența lingvistică a localității Stara Kotelnea
     Ucraineană (96,41%)
     Rusă (2,98%)
     Alte limbi (0,45%)
Conform recensământului din 2001, majoritatea populației localității Stara Kotelnea era vorbitoare de ucraineană (96,41%), existând în minoritate și vorbitori de rusă (2,98%).